# السماني الصاوي
السماني الصاوي سعد الدين الشيخ، (31 أكتوبر 1991-)، لاعب كرة قدم سوداني محترف، يلعب كمهاجم في المريخ السوداني.

## المسيرة المهنية
لعب لنادي هلال الأبيض سابقا ثم انتقل لنادي المريخ السوداني ومنه انتقل إلى نادي الاتحاد الليبي بصفه الاحتراف يلعب بمراكز الهجوم وكان قبل ذلك في مركز الدفاع لكن مدرب المريخ السابق دييغو غارزيتو قام بتوليفه في مركز الهجوم والوسط، يمتلك السماني مهارة عالية وسرعة كبيرة بالإضافة لسرعة البديهة لديه ويستخدم قدمه اليسرى ويرتدي الرقم 25 مع فريق المريخ.
انتقل الصاوي عام 2017 للدوري الليبي من أجل الاحتراف عبر بوابة نادي الاتحاد
ولاقت مشاركته مع منتخب بلاده في بطولة الشان بالمغرب العديد من التخوفات بسبب عدم قانونيتها لأنه قيد ضمن صفوف فريق ليس بدوري بلاده قبل ان يشارك في دور المجموعات من البطولة وتقدم المنتخب الغيني بشكوى ضد اللاعب. يستخدم السماني رجله اليسرى في التمرير وتسجيل أجمل الأهداف وأشهرها هدفه العالمي في أثيوبيا.

## الإنجازات
المريخ
- الدوري السوداني الممتاز (3): 2018، 2019، 2020.
- كأس السودان (1): 2018.

 الاتحاد
- كأس ليبيا (1): 2017-18.

## وصلات خارجية
- السماني الصاوي على موقع National Football Teams